# Short Back 'n' Sides
Short Back 'n' Sides är ett musikalbum av Ian Hunter som lanserades i augusti 1981 på Chrysalis Records. Ian Hunter samarbetade på det här albumet med The Clash-gitarristen Mick Jones. Men även den tidigare parhästen Mick Ronson medverkade som musiker och producent, tillsammans med Jones. Skivan blev inte någon större framgång i USA eller Storbritannien, bättre gick det i Skandinavien. 1995 släpptes en nymixad version av albumet på cd, vilken även innehöll en extra skiva med dittills olanserat låtmaterial.

## Låtlista
(alla låtar komponerade av Ian Hunter)
1. "Central Park n' West" - 4:00
2. "Lisa Likes Rock n' Roll" - 3:56
3. "I Need Your Love" - 3:34
4. "Old Records Never Die" - 4:18
5. "Noises" - 5:51
6. "Rain" - 5:54
7. "Gun Control" - 3:12
8. "Theatre of the Absurd" - 5:49
9. "Leave Me Alone" - 3:29
10. "Keep On Burning" - 4:46

## Listplaceringar
- Billboard 200, USA: #62[1]
- VG-lista, Norge: #14[2]
- Topplistan, Sverige: #18[3]